# 玉鬚鰨
玉鬚鰨為輻鰭魚綱鰈形目鰨亞目舌鰨科的其中一種，為熱帶海水魚，分布於印度西太平洋巴布亞紐幾內亞南部至澳洲北部海域，棲息深度0-50公尺，體長可達28公分，棲息在底層水域，生活習性不明。

## 扩展阅读
維基物種上的相關：玉鬚鰨